# Campionati italiani di aquathlon del 2009
I Campionati italiani di aquathlon del 2009 (X edizione) sono stati organizzati dalla Federazione Italiana Triathlon e si sono tenuti a Gaggiano in Lombardia, in data 13 giugno 2009.
Tra gli uomini ha vinto Andrea Giacomo Secchiero (Protek Triathlon Rho), mentre la gara femminile è andata a Silvia Gemignani (DDS).

## Risultati

### Élite uomini
| Pos. | Atleta                   | Società sportiva             | Corsa    | Nuoto    | Corsa    | Totale   |
| ---- | ------------------------ | ---------------------------- | -------- | -------- | -------- | -------- |
|      | Andrea Giacomo Secchiero | Protek Triathlon Rho         | 00:07:40 | 00:11:57 | 00:08:07 | 00:28:57 |
|      | Jonathan Ciavattella     | Esercito                     | 00:07:40 | 00:12:02 | 00:08:08 | 00:28:58 |
|      | Leonardo Ballerini       | Triathlon Cremona Stradivari | 00:07:45 | 00:11:55 | 00:08:50 | 00:29:38 |
| 4    | Fabrizio Antonelli       | Jhonny Tri Forhans           | 00:08:30 | 00:11:34 | 00:08:53 | 00:30:16 |
| 5    | Andrea Morelli           | Triathlon Cremona Stradivari | 00:08:20 | 00:11:50 | 00:09:23 | 00:30:50 |
| 6    | Vincenzo Martino         | Protek Triathlon Rho         | 00:08:37 | 00:13:00 | 00:09:36 | 00:32:51 |
| 7    | Andrea Villa             | Triathlon Lecco              | 00:08:14 | 00:14:27 | 00:08:45 | 00:32:53 |
| 8    | Gianluca Calfapietra     | Jhonny Tri Forhans           | 00:08:05 | 00:14:41 | 00:08:45 | 00:32:59 |
| 9    | Lorenzo Boni             | Olimpia Triathlon            | 00:08:47 | 00:13:40 | 00:09:15 | 00:33:03 |
| 10   | Cristiano Marchese       | CNM Triathlon                | 00:08:34 | 00:13:53 | 00:09:09 | 00:33:17 |
| 11   | Fausto Tonsi             | Freezone                     | 00:08:33 | 00:13:59 | 00:09:21 | 00:33:19 |
| 12   | Davide Loi               | Fumane Triathlon             | 00:08:53 | 00:13:31 | 00:09:23 | 00:33:19 |
| 13   | Gianluca Frison          | Padova Nuoto Triathlon       | 00:08:05 | 00:14:52 | 00:08:44 | 00:33:23 |
| 14   | Federico Cerea           | Steel Triathlon Bergamo      | 00:08:30 | 00:14:39 | 00:08:52 | 00:33:26 |
| 15   | Marco Scapin             | ARC Busto Arsizio            | 00:08:30 | 00:14:36 | 00:09:10 | 00:33:41 |
| 16   | Michele Gandolfo         | Junior Triathlon Asti        | 00:08:56 | 00:13:41 | 00:09:37 | 00:33:45 |
| 17   | Fabrizio Monetti         | Olimpia Triathlon            | 00:08:51 | 00:13:40 | 00:09:49 | 00:33:56 |
| 18   | Carlo Gandolfo           | Triathlon Genova             | 00:09:29 | 00:13:06 | 00:09:52 | 00:34:01 |
| 19   | Andrea Fiore             | Läufer Club Bozen            | 00:09:02 | 00:13:26 | 00:09:57 | 00:34:06 |
| 20   | Alessandro Bovolenta     | Triathlon Novara             | 00:08:55 | 00:14:25 | 00:09:05 | 00:34:08 |

### Élite donne
| Pos. | Atleta             | Società sportiva             | Corsa    | Nuoto    | Corsa    | Totale   |
| ---- | ------------------ | ---------------------------- | -------- | -------- | -------- | -------- |
|      | Silvia Gemignani   | DDS                          | 00:09:19 | 00:12:26 | 00:09:37 | 00:32:55 |
|      | Alice Betto        | Triathlon Novara             | 00:09:19 | 00:13:08 | 00:09:43 | 00:33:34 |
|      | Marta Gaiardelli   | Fiamme Azzurre               | 00:09:17 | 00:14:07 | 00:09:38 | 00:34:30 |
| 4    | Giunia Chenevier   | Fiamme Azzurre               | 00:09:39 | 00:13:04 | 00:10:26 | 00:34:37 |
| 5    | Veronica Signorini | Triathlon Cremona Stradivari | 00:10:10 | 00:13:19 | 00:11:11 | 00:36:09 |
| 6    | Daniela Pallaro    | Padova Triathlon             | 00:09:49 | 00:15:00 | 00:09:52 | 00:36:21 |
| 7    | Monica Cibin       | Triathlon Cremona Stradivari | 00:09:19 | 00:15:29 | 00:10:32 | 00:36:42 |
| 8    | Valentina Carta    | Jhonny Tri Forhans           | 00:09:25 | 00:15:28 | 00:10:30 | 00:37:02 |
| 9    | Micol Ramundo      | Peperoncino Team             | 00:09:33 | 00:16:25 | 00:09:50 | 00:37:27 |
| 10   | Stefania Moneta    | ARC Busto Arsizio            | 00:10:18 | 00:16:01 | 00:10:50 | 00:38:49 |
| 11   | Daniela Locarno    | Free Triathlon               | 00:10:15 | 00:16:07 | 00:11:03 | 00:39:01 |
| 12   | Maria Ciocca       | T.D. Rimini                  | 00:10:06 | 00:16:18 | 00:10:45 | 00:39:20 |
| 13   | Loredana Strozzi   | Varese Triathlon             | 00:10:04 | 00:17:13 | 00:10:26 | 00:39:38 |
| 14   | Beverley Gibson    | Alba Triathlon               | 00:10:12 | 00:17:26 | 00:10:29 | 00:39:41 |
| 15   | Alessandra Biagi   | Protek Triathlon Rho         | 00:10:56 | 00:15:25 | 00:11:47 | 00:40:04 |
| 16   | Federica Ferrari   | Friesian Team                | 00:10:31 | 00:17:49 | 00:10:42 | 00:40:51 |
| 17   | Jacqueline White   | Torino 3                     | 00:10:36 | 00:17:39 | 00:11:00 | 00:40:58 |
| 18   | Giulia Della Zonca | Pool Sport                   | 00:10:21 | 00:18:31 | 00:10:37 | 00:41:21 |
| 19   | Manuela De Vito    | Ermes Campania               | 00:11:06 | 00:17:37 | 00:11:44 | 00:42:04 |
| 20   | Federica Barosi    | Protek Triathlon Rho         | 00:10:42 | 00:17:39 | 00:13:29 | 00:43:21 |